# Héctor Miguel Zelada
Héctor Miguel Zelada Bertoqui (Maciel, Santa Fe Argentina, 30 de abril de 1957) es un exfutbolista argentino que se desempeñaba como arquero. Su primer equipo fue Rosario Central. Como portero suplente ganó la Copa del Mundo México 1986.

## Carrera
Héctor Zelada empezó su carrera deportiva en el club de su provincia natal, Rosario Central. Debutó en el Nacional de 1975, donde disputó dos partidos y recibió un gol. Se mantuvo durante tres años en el arco canalla compartiendo la titularidad con Ricardo Ferrero y llegó a disputar una totalidad de 92 partidos en torneos locales, recibiendo 85 goles.

### América
Un busca talentos del América, Panchito Hérnandez, lo observó en un entrenamiento y también a su compañero Ricardo Ferrero. Este último le había convencido por su manera de atajar pero eligió a Zelada por su carácter. Su despegue definitivo se produjo tras su fichaje por el Club América de México. Su actuación más recordada se produjo en la final de la Primera División de México de 1983-84, disputada en el Estadio Azteca ante su máximo rival, el Guadalajara, al atajar un penal a Eduardo Cisneros.
 El momento más memorable en su carrera. 
Héctor Miguel quedó marcado en la historia del fútbol mexicano por aquel penalti que detuvo a Cisneros en la final ante Guadalajara, en final del siglo de 1983-84.
El primer partido en el Jalisco había terminado empatado a dos, con unas Chivas volcadas al ataque en remontada espectacular, luego de que América ganaba 2-0, pero la expulsión de Carlos de los Cobos había permitido la reacción rojiblanca hasta el empate a dos. 
Alguna vez Zelada lo había mencionado, “no podíamos dejar que se repitiera una situación como la de un año antes”, cuando Chivas los eliminó en semifinales (1982-83, por 4-2 global) aun cuando América era favorito. 
Por eso, y a pesar de la remontada chiva en la ida, América era favorito. El problema vendría en dos momentos. La expulsión de Manzo y un penalti que el mismo Zelada cometió sobre el “Snoopy” Pérez. “Manzo había sido expulsado (minuto 26) y después vino la jugada del penalti, fue un momento difícil”. 
El fantasma de la semifinal 82-83 se paseó en el Azteca. Lo que vino después fue digno de un largometraje. Cisneros era el tirador y Aguirre se acercó a Zelada. Si le dijo que se tirara o no a la derecha es algo que entre la gritería se perdió; en la televisión, la narración no podía estar más a tono, mientras el árbitro Antonio R. Márquez pitaba para el disparo, “¡luces, cámara, acción!... ¡¡¡Zelaaadaaaaaa!!!”. El estadio estalló. 
Héctor Miguel se había lanzado a la derecha, “ahí me lance, ahí lo intuí”, palabras simples de Zelada para definir una de las atajadas más recordadas, si no es la que más, en la historia del fútbol mexicano. “Esa atajada significó un momento impresionante para todo el equipo, para la afición, para todos, porque en ese momento nos inyectamos de confianza, de gritos, de una fuerza tremenda para salir como fieras al segundo tiempo sin importarnos si teníamos 10 hombres”. Suficiente para salir a ganar 3-1.
Tricampeón de México
Con los colores del América, se consagró como tricampeón del fútbol mexicano tras ganar los títulos: 1983/84, 1984/85 y 1985. Al ganarle las respectivas finales al Guadalajara, Pumas y Tampico-Madero.

### Atlante
en 1988, tras recuperarse de una lesión en la rodilla, es contratado por el Atlante, defendió los colores azulgranas durante 2 temporadas, donde sufrió un descenso en la temporada 1989/90, después decidió colgar los guantes.

## Selección nacional
Ha sido internacional con la Selección de fútbol de Argentina. Pese a que no jugó ningún minuto, fue el tercer arquero de la selección que conquistó la Copa Mundial de Fútbol de 1986.
 Participaciones en Copas del Mundo 
| Mundial                        | Sede   | Resultado | Partidos |
| ------------------------------ | ------ | --------- | -------- |
| Copa Mundial de Fútbol de 1986 | México | Campeón   | 0        |

## Clubes

### Trayectoria
| Club            | País      | Año       | Partidos |
| --------------- | --------- | --------- | -------- |
| Rosario Central | Argentina | 1975-1978 | 92       |
| América         | México    | 1979-1987 | 294      |
| Atlante         | México    | 1988-1990 | 58       |

## Palmarés

### Campeonatos nacionales
| Título           | Club    | Sede      | Año     |
| ---------------- | ------- | --------- | ------- |
| Primera División | América | México DF | 1983/84 |
| Primera División | América | Querétaro | 1984/85 |
| Primera División | América | México DF | 1985    |

### Campeonatos internacionales
| Título                  | Selección | Sede   | Año  |
| ----------------------- | --------- | ------ | ---- |
| Copa Mundial de la FIFA | Argentina | México | 1986 |

### Distinciones individuales
| Distinción                                            | Año     |
| ----------------------------------------------------- | ------- |
| Mejor Portero Primera División                        | 1982/83 |
| Mejor Jugador Primera División                        | 1983/84 |
| Mejor Portero Primera División                        | 1983/84 |
| Mejor Portero Primera División                        | 1984/85 |
| Miembro del Salón de la Fama del Fútbol Internacional | 2018    |